# アッ＝シャマール
アッ＝シャマール（アラビア語: الشمال Aš-Šamāl、英語: Al-Shamal）はカタールの基礎自治体。
中心都市はアッ＝シャマール (市)で、カタールを代表する都市の1つである。

「北の都市」を意味するが、人口は約8000人に過ぎない。
2022 FIFAワールドカップの会場候補地としてアッ＝シャマール競技場が挙げられていたが実際には建設されなかった。
カタール半島最北端のラアス・ラーカーンは南以外をペルシア湾に囲まれている。
南にアル＝ハウルと接している。
3つの区に分かれる。

## 概要
アッ＝シャマールは1972年7月17日の第19法案によって設置された。
 
人口は約8000人で、国内最小の基礎自治体である。
国の最北端を占め、温暖な気候とバーレーンへの近さが歴史的に重要である。
漁業と真珠産業が盛んである。
西部に位置するズバーラ町はかつてはカタール最大の集落だった。
石油発見以前は、人口の殆どが首都ドーハに移住していた。

## 組織構造
アッ＝シャマールには以下の4つの部局が設置されている。
- 行政・財政局
- 保健局
- 公務局
- 技術局

## スポーツ

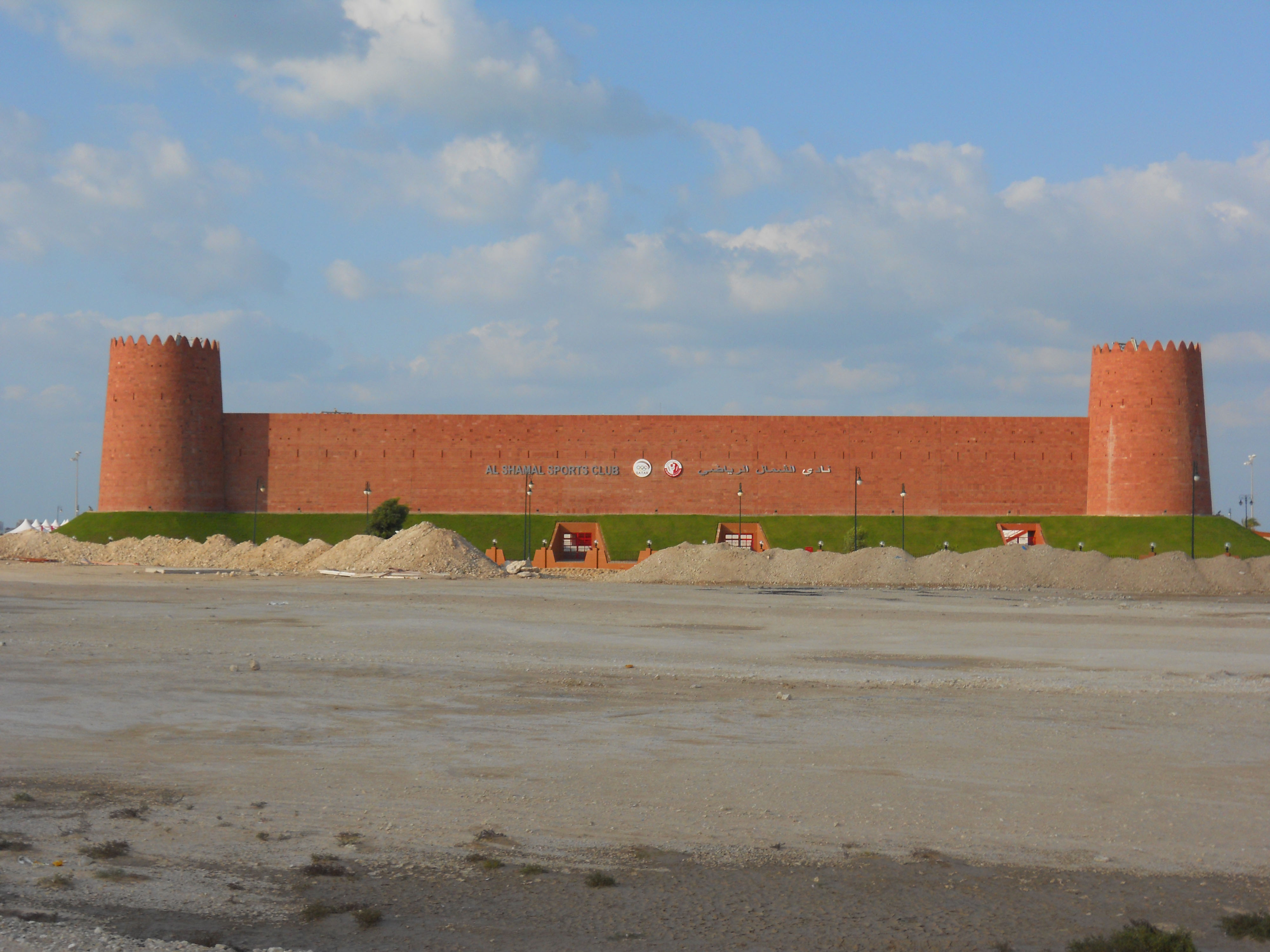
アッ＝シャマールSC競技場

アル・シャマールSCはカタール・リーグで試合をするサッカーチームである。
アッ＝シャマール市のアッ＝シャマールSC競技場が本拠地である。
4万5120人を収容する多目的のアッ＝シャマール競技場が2022年のワールドカップに向けて建設中である。

## 開発計画
アシュガール(公共事業局)が北部でアッ・ルアイス港を建設している。

## 観光

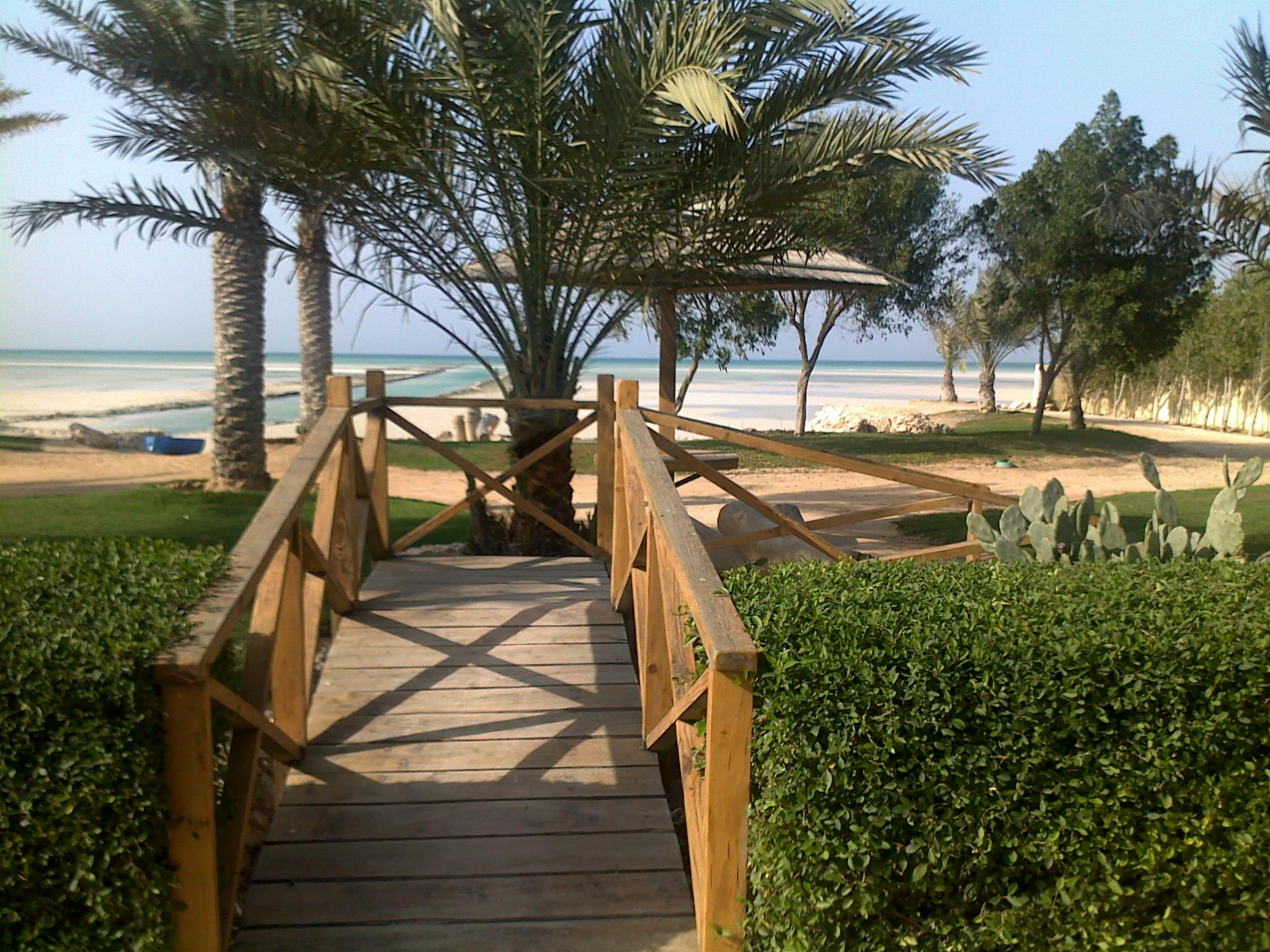
アッ＝シャマールの公園

カタール観光局(QTA)が歴史的村落、考古学史跡、自然資源を観光地にしようとしている。
アッ＝シャマールは国内最多の降水量を有する為、観光局は環境保全を優先している。
ラス・ラカンやウンム・タイス国立公園はエコツーリズムの為の自然保護区として発展して来た。

### 観光地
- アッ・ラキヤート砦（英語版）（アッ・ラキヤート（英語版））
- カラアト・ムライル（英語版）（ムライル）
- サカブ砦（英語版）（アッ・サカブ（英語版））
- ウンム・アル・マーウ砦（ウンム・アル・マーウ）[6]
- ズバーラ砦（英語版）（ズバーラ（英語版））